# Universität Ostrava

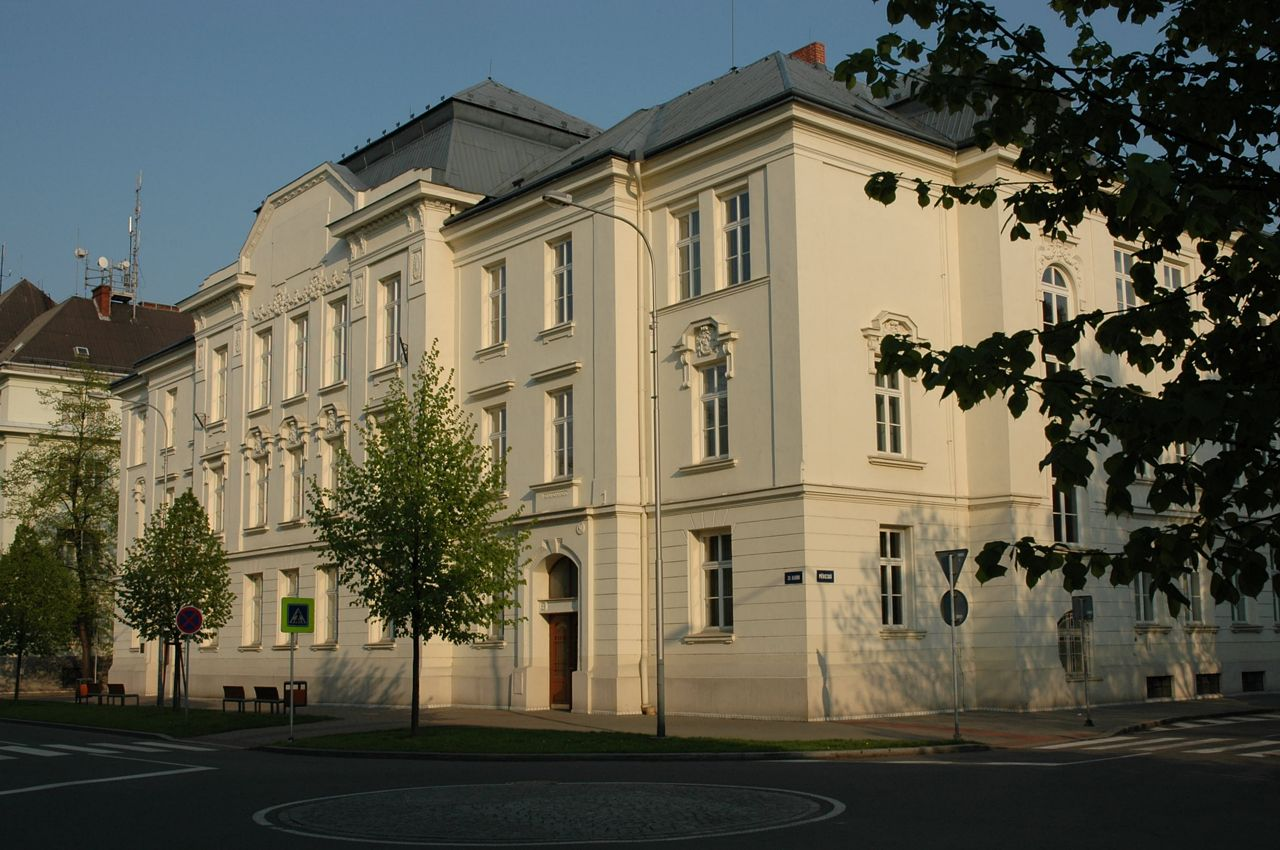
Naturwissenschaftliche Fakultät

Die Universität Ostrava oder Universität Ostrau, auch: Ostrauer Universität, tschechisch: Ostravská univerzita (v Ostravě), kurz OSU, wurde im Jahre 1991 in Ostrava gegründet.

## Überblick
Die Ursprünge der Ostrauer Universität liegen in der 1953 gegründeten Höheren pädagogischen Schule in Opava. In Ostrava selbst gab es ab 1959 ein Pädagogisches Institut, welches 1964 zu einer Pädagogischen Fakultät umgestaltet wurde. Die Universität wurde 1991 gegründet. Im Jahre 2006 entstand die Fakultät für Kunst. Im Jahre 1992 wurde das bestehende Kreiskrankenhaus in Ostrava zum Universitätsklinikum der Universität.
Die Hochschulbibliothek hatte im Jahre 2006 einen Bestand von 237.333 Medien.

## Fakultäten und Institute
- Pädagogische Fakultät
- Philosophische Fakultät
- Naturwissenschaftliche Fakultät
- Medizinische Fakultät
- Fakultät für Sozialwissenschaften
- Fakultät für Kunst

- Europäisches Forschungsinstitut für Soziale Arbeit
- Institut für Forschung und Anwendung der Fuzzymodellierung

### Universitätsklinikum
Der Medizinischen Fakultät ist ein Universitätsklinikum (Fakultní nemocnice Ostrava) angegliedert.